# Conaea rapax
Conaea rapax är en kräftdjursart som först beskrevs av Giesbrecht 1891.  Conaea rapax ingår i släktet Conaea och familjen Oncaeidae. Inga underarter finns listade i Catalogue of Life.